# بطارية زنك وكربون

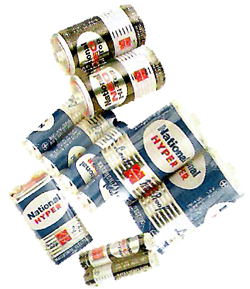
بطاريات زنك-كربون مختلفة الأحجام.

بطارية الزنك والكربون أو بطارية الخارصين والكربون هي بطارية جافة وهي خلية جلفانية تحول الطاقة الكيميائية إلى طاقة كهربائيه، وبالتالي هي مصدر للتيار الكهربائي. تستخدم في أدوات معهودة كثيرة مثل بطاريات الجيب والساعات والأجهزة الإلكترونية مثل الراديو.

## مقدمة
بطارية الزنك-كربون من البطاريات البسيطة، وهي تختلف عن المركم في كونها لا يمكن إعادة شحنها. تعددت استخدامات تلك البطارية حتى نهاية السبعينيات من القرن الماضي في مختلف الأحجام وكان لها معدل للتفريغ الذاتي ليس بقليل، ثم استبدلت ببطاريات أخرى مرتفعة القدرة، مثل بطارية قلوي-منجنيز.
يبلغ جهد بطارية الزنك-كربون نحو 1.5 فولت. وعن طريق توصيل عدة بطاريات منها على التوالي (سالب موجب- سالب موجب وهكذا مثلما في بطارية الجيب) يمكن زيادة الجهد الكلي للمجموعة. ويوجد منها أنواع ذات جهد 4.5 فولط (مكونة من ثلاث بطاريات في علبة واحدة) ونوع آخر يعطي جهدا قدره 6 فولط (مكونة من 4 بطاريات في علبة واحدة، لأن الخلية الواحدة من البطارية تعطي 1.5 فولط فقط طبقا لخواص المادتين المستخدمتين لتشغيلها وهما الزنك والمنجنيز).

## تركيبها

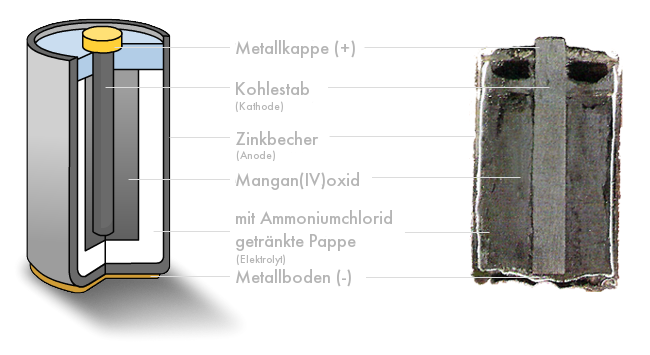
قطاع في بطارية زنك-كربون.

تتكون بطارية الزنك والكربون من علبة من الزنك (تمثل القطب السالب) ومسحوق ثاني أكسيد المنجنيز (كقطب موجب) وهو يحوي عمودا مركزيا من الكربون المضغوط (أو الجرافيت)، يغطي عمود الكربون غطاء معدنيا لتحسين توصيل التيار. يستخدم كهرل مكون من محلول كلوريد الأمونيوم بتركيز 20 % . يتم استخدام البطارية كمصدر للكهرباء عن طريق توصيل الجهاز المستهلك (مثل بطارية جيب) بقطبي البطارية.
تستهلك علبة الزنك المحيطة بالكهرل وتتآكل بتشغيل البطارية (القطب السالب). ويغطى عمود الكربون (القطب الموجب) غطاء معدنيا لتحسين توصيل الكهرباء. التفاعل الكيميائي المنتج للكهرباء يتم بين الزنك وأكسيد المنجنيز.

## مشكلاتها

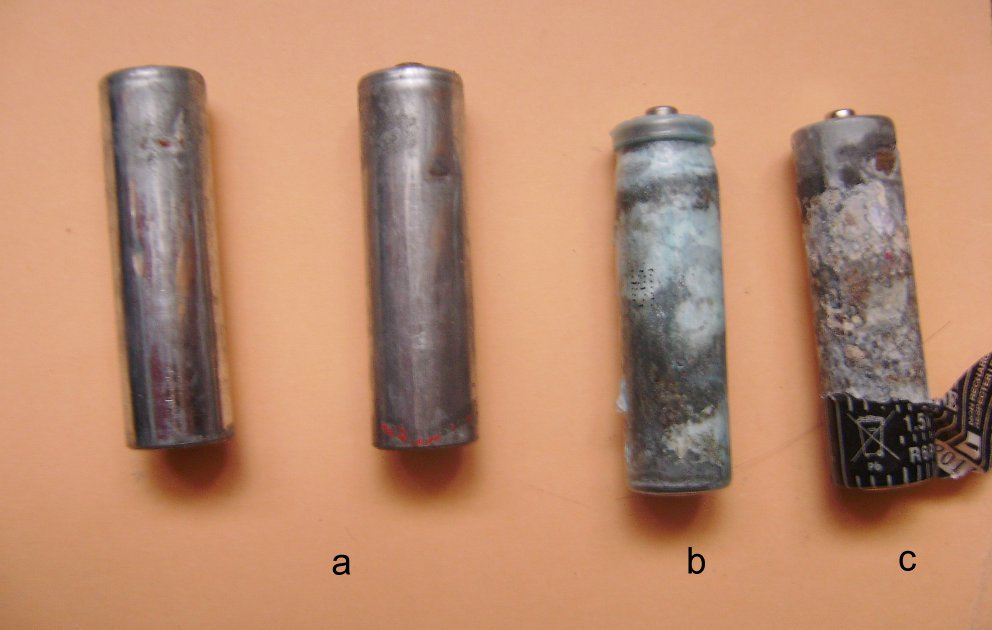
تآكل الزنك في بطارية الزنك-كربون.

كانت بطاريات الزنك-كربون معرضة لتسرب محلول الكهرل منها، فكان ذلك يفسد الجهاز الكهربائي الذي يستخدمها. لهذا إذا استخدمت تلك البطاريات فمن المستحسن إخراج البطارية من الجهاز في أوقات عدم استخدامه.
ينخفض الجهد الابتدائي للبطارية سريعا فهي لا تصلح للاستخدام المستمر عند القدرات العالية. كما أن التفريغ الذاتي لتلك البطارية مرتفع مما يحتاج إلى عدة بطاريات احتياطية مخزونة منها.

## التفاعلات
- القطب السالب (المصعد):

{\displaystyle \mathrm {Zn\rightarrow Zn^{2+}+2e^{-}} }
تذهب بعض أيونات الزنك إلى محلول الكهرل ويبقى إلكترونان (عن كل ذرة زنك) على قطب المصعد، وينشأ على المصعد جهدا قدره [ −1.04 فولط ] .
(ملحوظة: سنرى أن القطب الآخر (المهبط) سيكون ذو شحنة موجبة مما يجعل الإلكترونات المتولدة على المصعد تتوجه خلال التوصيلة الخارجية (جهاز راديو مثلا) إلى المصعد، وبذلك تتم الدورة الكهربائية. ونقول دورة لأن في داخل البطارية تسير الأيونات بين القطبين في الاتجاه العكسي، فتكتمل الدورة).
- القطب الموجب (المهبط أو الكاثود):

{\displaystyle \mathrm {2MnO_{2}+2H_{2}O+2e^{-}\rightarrow 2MnO(OH)+2OH^{-}} }
يأخذ ثاني أكسيد المنجنيز {\displaystyle \ MnO_{2}}
إلكترونين ويتفاعل مع الماء إلى هيدروكسيد أكسيد المنجنيز
{\displaystyle \ MnO(OH)}
تاركا أيونات هيدروكسيد حرة. ينشأ على المهبط جهدا كهربائيا موجبا مقداره [ + 5و0 فولط]

يتكون الماء والأمونيا في كهرل كلوريد الأمونيوم:
{\displaystyle \mathrm {2NH_{4}^{+}+2OH^{-}\rightarrow 2NH_{3}+2H_{2}O} }
ما ينشأ من جزيئات الأمونيا يرتبط بأيونات الزنك:
{\displaystyle \mathrm {Zn^{2+}+2NH_{3}\rightarrow [Zn(NH_{3})_{2}]^{2+}} }
ويتفاعل هذا المركب مع أيونات الكلور الناشئة من كلوريد الأمونيوم:
{\displaystyle \mathrm {[Zn(NH_{3})_{2}]^{2+}+2Cl^{-}\rightarrow [Zn(NH_{3})_{2}]Cl_{2}} }
المعادلة الكيميائية الكلية:
{\displaystyle \mathrm {Zn+2MnO_{2}+2NH_{4}Cl\rightarrow 2MnO(OH)+[Zn(NH_{3})_{2}]Cl_{2}} }
بذلك تكون القوة الدافعة الكهربائية المتكونة نحو 5و1 فولط. وتكون القوة الدافعة الكهربائية لخلية الزنك-كربون تقريبية بسبب تأثير التفاعلات الجانبية، في حين أن تفاعل الزنك يولد جهدا دقيق المقدار.
ورغم أن الكربون عنصر أساسي في تركيب البطارية إلا أنه لا يدخل في التفاعلات الكيميائية كما رئينا، ووظيفته هو تجميع الإلكترونات (التيار) وخفض مقاومة مخلوط ثاني أكسيد المنجنيز. فمن الأصح أن تسمى تلك البطارية «بطارية زنك-منجنيز».
وتعتبر هذا البطارية «بطارية أولية» حيث لا يمكن إعادة شحنها.